# Eilif Philipsen
Eilif Philipsen (Dinamarca-Noruega,21 de Julho de 1682 — 20 de Junho de 1785;Atual Dinamarca) foi uma das primeiras pessoas a atingir 100 anos e foi a pessoa mais velha de todos os tempos por um certo tempo, mesmo papiros dizendo que Santo Antão do Deserto morreu aos 105 anos.